# ووکوویچ (سربیا)
ووکوویچ (به صربی: Vuković) یک منطقهٔ مسکونی در صربستان است که در کوچوو واقع شده‌است. ووکوویچ ۳۰۱ نفر جمعیت دارد.